# دهستان آذری
دهستان آذری نام دهستانی در بخش مرکزی شهرستان اسفراین، استان خراسان شمالی در ایران است. براساس سرشماری مرکز آمار ایران در سال ۱۳۸۵، جمعیت آن ۱۳۵۹۶ نفر (۳۳۱۸ خانوار) بوده‌است.